# Флеккер, Джеймс Элрой
Джеймс Элрой Флеккер (Флекер) (англ. James Elroy Flecker; 5 ноября 1884, Луишем — 3 января 1915, Давос) — английский поэт, писатель

 и драматург. Как поэт особо был вдохновлён Парнасской школой.

## Биография
Родился 5 ноября 1884 года в Лондоне, район Льюишам. Имя, данное при крещении — Герман Элрой Флеккер, затем отказался от первого имени и сменил его на Джеймс. Получил высшее образование. С 1910 года находился на консульской службе в восточном средиземноморье. На корабле в Афины познакомился с Хелле Скиадаресси, и в 1911 женился на ней.
Одно из наиболее известных произведений Флеккера — «К поэту, живущему через тысячу лет», а также поэма «Хасан…Золотое путешествие в Самарканд».
Скончался 3 января 1915 года от туберкулёза в Давосе в возрасте тридцати лет. Его смерть была описана современниками как «несомненно наиболее преждевременная потеря английской литературы после смерти Китса».
Стихи Дж. Э. Флеккера цитируются в произведениях Агаты Кристи, Хорхе Луиса Борхеса.

## Работы

### Стихи
- The Bridge of Fire (1907)
- Thirty-Six Poems (1910)
- Forty-Two Poems (1911) (eBook Архивная копия от 28 августа 2008 на Wayback Machine)
- The Golden Journey to Samarkand (1913)
- The Old Ships (1915)
- Collected Poems (1916)

### Новеллы
- The Last Generation: A Story of the Future (1908)
- The King of Alsander (1914)

### Драмы
- Hassan (1922; полностью — Hassan: The Story of Hassan of Baghdad and How he Came to Make the Golden Journey to Samarkand)

- Incidental music to the play was written by Frederick Delius in 1920, before the play’s publication, and first performed in September 1923.

- Don Juan (1925)

### Прочее
- The Grecians (1910)
- The Scholars' Italian Book (1911)
- Collected Prose (1920)
- The Letters of J.E. Flecker to Frank Savery (1926)
- Some Letters from Abroad of James Elroy Flecker (1930)